# Zelotes villicoides
Zelotes villicoides är en spindelart som beskrevs av Louis Giltay 1932. Zelotes villicoides ingår i släktet Zelotes och familjen plattbuksspindlar.
Artens utbredningsområde är Grekland. Inga underarter finns listade i Catalogue of Life.